# Robo de cuerpos

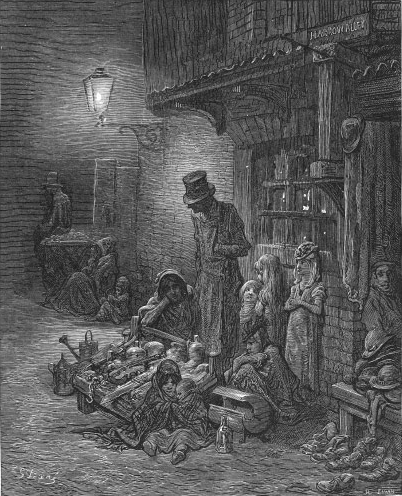
El robo de cuerpos, de Gustave Doré.

El robo de cuerpos (profanación) era el desenterramiento de cadáveres de cementerios para venderlos para disecciones o clases de anatomía en las escuelas de medicina. Quienes practicaban el robo de cuerpos eran llamados a menudo «resurreccionistas».

## Historia
Antes de que se promulgara la Ley de Anatomía en 1832, los únicos cadáveres que podían usarse para fines anatómicos en el Reino Unido eran los de los condenados a muerte y disección por los tribunales, pero así no se conseguían suficientes cuerpos para las escuelas de medicina y anatomía: en el siglo XIX solo 55 personas eran condenadas a la horca al año, mientras las escuelas necesitaban unos quinientos. Entonces, se recurrió al robo de cadáveres para obtener cuerpos, de forma que fuese factible estudiar órganos y tejidos.
Robar cadáveres era un delito menor, punible sólo con multas y cárcel, pero no con la muerte. El negocio de la venta de cuerpos era lo suficientemente lucrativo como para asumir el riesgo de ser detenidos, especialmente cuando las autoridades solían desentenderse, al considerar que se trataba de un mal necesario.
El robo de cuerpos se hizo tan común que no era raro que los parientes y hermanos del recién fallecido vigilaran el cuerpo hasta el entierro, y que tras este vigilasen la tumba para evitar que fuese violada. Los ataúdes de hierro también se usaron con frecuencia, así como proteger las tumbas con un armazón de barras de hierro llamado mortsafe, encontrándose aun algunos bien conservados en el cementerio de Greyfriars (Edimburgo). En los Países Bajos los hospicios acostumbraban a recibir una pequeña parte de las multas que los funerarios pagaban por infringir las leyes sobre enterramientos y revender los cuerpos (normalmente los de aquellos sin familia) a los médicos.
Un método que usaban los ladrones de cuerpos era cavar frente a una tumba reciente, usando una pala de madera (más silenciosa que la metálica). Cuando alcanzaban el ataúd (en Londres las tumbas eran poco profundas), lo rompían, ataban una cuerda alrededor del cadáver y los sacaban tirando. Tenían cuidado de no llevarse joyas o ropas, lo que habría supuesto un delito mayor.
The Lancet informó sobre otro método: se retiraba una porción de césped distante unos cinco o seis metros de la tumba, y desde ahí se cavaba un túnel hasta llegar al ataúd, y el cadáver se sacaba por el túnel. El césped se volvía a colocar en su sitio, de forma que los parientes que vigilaban las tumbas no notasen nada raro. El artículo sugería que el número de ataúdes vacíos descubiertos «prueba más allá de toda duda que, en esta época, el robo de cuerpos era frecuente».
Esta práctica también fue común en otras partes del Imperio, como Canadá, donde las costumbres religiosas, así como la falta de medios de conservación, hacía difícil que los estudiantes de medicina tuviesen un suministro constante de cuerpos frescos. En muchos casos estos estudiantes tenían que recurrir al robo de cuerpos.
Mientras estudiaba en París, Vesalio se acostumbró a robar en los cementerios de la ciudad con sus compañeros estudiantes de anatomía.

## En la ficción
- Jerry Cruncher, un personaje de Historia de dos ciudades de Charles Dickens, trabaja de noche como «resurreccionista».
- Una famosa representación literaria de la práctica es el cuento El ladrón de cadáveres de Robert Louis Stevenson, y su adaptación cinematográfica protagonizada por Boris Karloff.
- Howard Phillips Lovecraft alude al robo de cuerpos en sus novelas El caso de Charles Dexter Ward y Herbert West: Reanimador.
- Edgar Allan Poe también alude a la práctica en sus relatos.

## En la actualidad
También hay noticias actuales sobre robos de cuerpos, aunque son muy raras. Un caso escandaloso en el Reino Unido fue el robo de los restos de Gladys Hammond del cementerio de Yoxall (cerca de Lichfield, sur de Staffordshire). Los restos de la señora Hammond fueron sustraídos por defensores extremistas de los derechos de los animales que hacían campaña contra la granja Darley Oaks, donde se criaban cobayas para fines científicos. La señora Hammond era la suegra de los dueños de la granja. Tras cuatro años de investigación fueron arrestados cuatro líderes del grupo activista Save the Newchurch Guinea Pigs, y condenados por conspiración y chantaje a penas de cuatro a doce años. La policía afirmó que la conspiración incluyó el robo de los restos de la señora Hammond, que fueron recuperados por la policía gracias a las informaciones de uno de los culpables.
Sigue existiendo demanda de cadáveres para trasplantes alogénicos, y los ladrones de cuerpos modernos la satisfacen. Los tejidos así obtenidos son médicamente inseguros e inútiles. Los huesos del locutor Alistair Cooke fueron supuestamente cortados por ladrones de cuerpos antes de su cremación.